# Акинтьево (Тульская область)
Акинтьево — упразднённое село в составе Чернского района Тульской области России.

## География
Село Акинтьево располагается на низменной местности, в верховьях реки Чернь, в 95 километрах от Тулы и в 25 километрах от Черни.

## История
Земли села Акинтьево, очень плодородные, были скуплены князьями Гагариным и Юсуповым, проживавшим в Петербурге. Заправлял всеми делами в селе Акинтьево управляющий Горячев. Имелся спиртзавод. Поля вокруг села засаживались картофелем, который впоследствии шел на переработку на спирт с дальнейшей реализацией на железнодорожных станциях Скуратово и Горбачёво. Продукция доставлялась по дороге, выложенной булыжником. Крестьяне села Акинтьево валяли валенки для себя и на продажу. В селе, кроме земледелия, занимались лесоразведением, пчеловодством, было широко развито животноводство и сыроварение. В селе устраивались ярмарки.

## Население
В селе Акинтьево проживало до 1300 человек.

## Достопримечательности
В селе находился приходской храм во имя Нерукотворного образа Спасителя. Деревянный храм построен в 1688—1692 годах Никитой Ивановичем Акинфовым. Храм уничтожен пожаром, предположительно в 1820 г. И вместо деревянного построен каменный храм также во имя Нерукотворного образа Спасителя. Постройка началась в 1822 году. Сначала была устроена в 1828 г. трапезная церковь с приделами во имя Божьей матери «Всех Скорбящих Радости» по правую сторону и во имя преподобного Нила Столбенского по левую.
29 сентября 1851 г. храм освящен. В 1850 построена каменная колокольня. С 1891 года при церкви — школа грамоты.

## Знаменитые люди
Село Акинтьево — родина Гулякина Михаила Филипповича, Героя Социалистического труда, военного хирурга, полковника медицинской службы, заслуженного врача РСФСР (1978 г).